# Kalmar-DAF

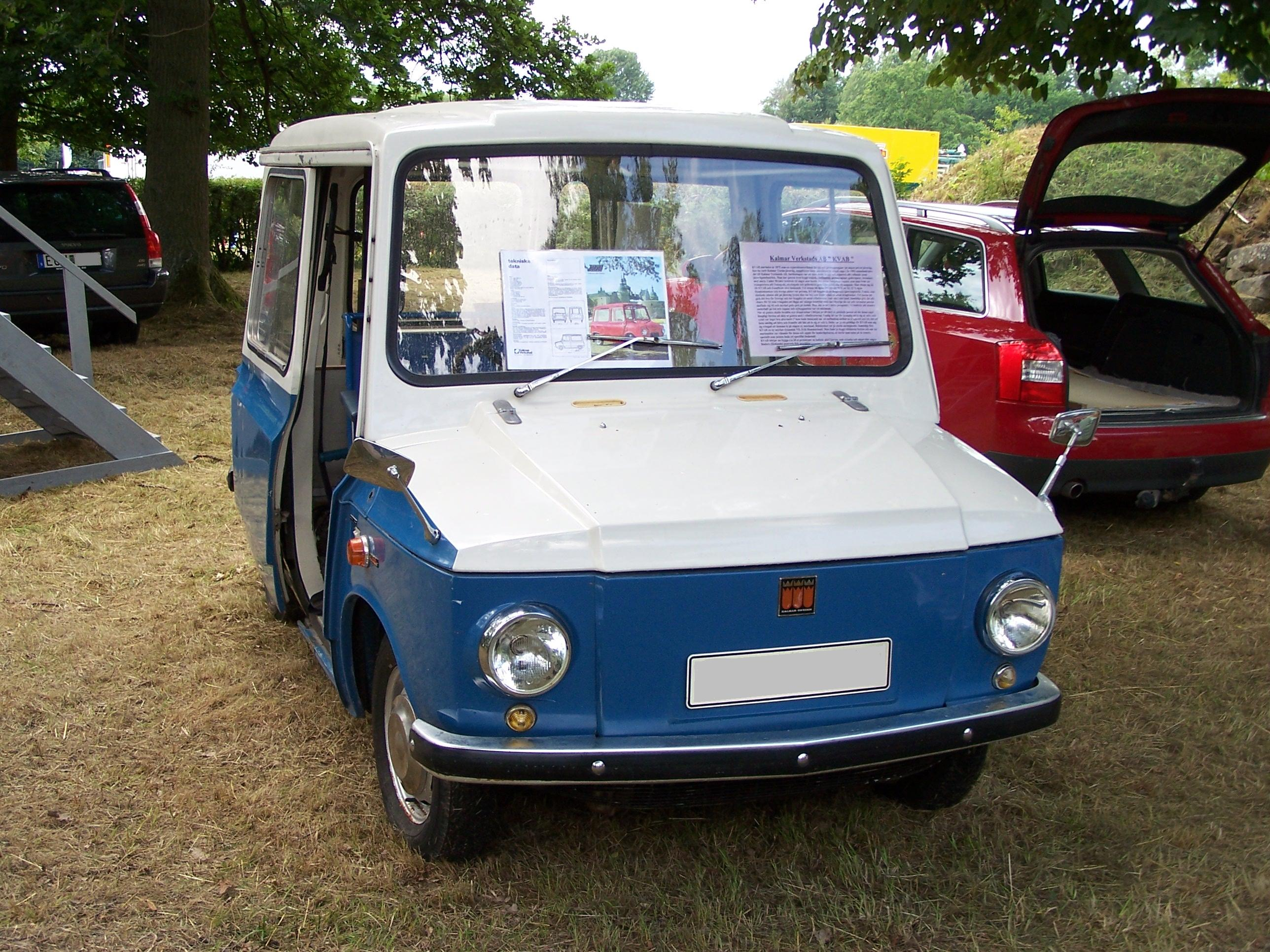
Tjorven Kombi.

Der Kalmar-DAF (vor allem in Schweden bekannt als Tjorven oder Kalmar KVD440/441) war ein Lieferwagen, den das schwedische Unternehmen Kalmar Verkstad in Zusammenarbeit mit DAF herstellte.
Der Tjorven wurde ursprünglich für die schwedische Post entwickelt und erschien 1968 als Serienmodell. Prototypen von 1965 und 1966 hatten noch einen DAF-33-Motor, in der Serienproduktion wurde aber ein luftgekühlter Zweizylinder-Boxermotor mit 850 cm³  aus dem DAF 44, mit der DAF Variomatic, verwendet. Auch die Bodengruppe und die Front stammten vom DAF 44, während der hintere Teil der Karosserie aus glasfaserverstärktem Kunststoff besteht. Das Armaturenbrett entspricht weitgehend dem des DAF 44, wurde als kommerzielles Modell jedoch immer als Rechtslenker gebaut. Die Zusteller konnten in Ländern mit Rechtsverkehr (dazu gehörte Schweden erst seit dem Dagen H 1967) so die an der Straße stehenden Briefkästen erreichen, ohne auszusteigen. Wegen der mangelnden Erwärmung im Innenraum im Winter durch den luftgekühlten Boxermotor wurden zahlreiche Exemplare mit einer Standheizung von Eberspächer nachgerüstet.

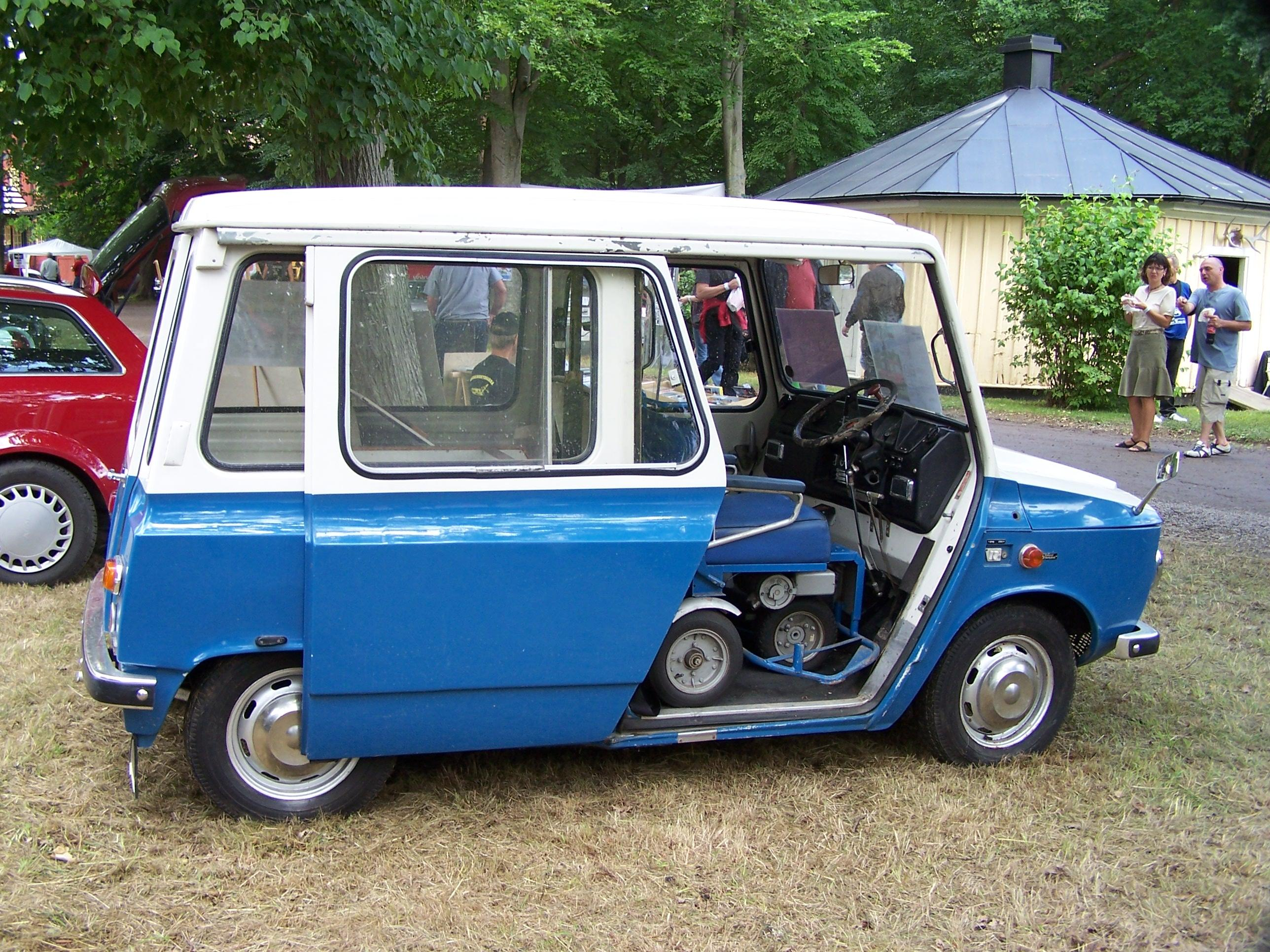
Seitenansicht eines Behindertentransport-Modells

Ursprünglich gab es nur eine rechte Schiebetür und einen Fahrersitz, nach einem Jahr Bauzeit gab es aber auch eine Kombi genannte Version mit zusätzlichem Beifahrersitz für den privaten Markt. Einige Fahrzeuge wurden auch als Pick-up gebaut und auf Flughäfen eingesetzt. Weitere Varianten waren ein Modell zum Behindertentransport und einige wurden mit Elektromotor ausgerüstet.
1970 wurde ein Prototyp gebaut, der als Familienauto gedacht war. Dieser Fünfsitzer hat den wassergekühlten Vierzylinder-Ottomotor mit 1100 cm² aus dem DAF 55, leistungsfähigere Bremsen und eine horizontal geteilte Heckklappe. Der Tjorven war seiner Zeit weit voraus mit vielen Details wie Schiebetüren oder Falttür hinter den Sitzen, um die Ladekapazität zu erhöhen und besser zugänglich zu machen, oder die geteilte Heckklappe; Lösungen, die andere Automobilhersteller erst in den 1980er Jahren einführten. 
Der Tjorven wurde in 2170 Einheiten gebaut, davon 1195 für Postdienste, 588 an allgemeine Kunden in Schweden und 368 wurden exportiert. Nur 50 landeten als Kalmar-DAF in den Niederlanden. Die Produktion wurde 1971 eingestellt. Die ungewöhnliche Form der Karosserie, die Schiebetüren und die Entwicklung speziell für die Bedürfnisse eines Postbetriebes erinnern an den ab 1964 gebauten VW Fridolin.